# Узунов, Дечко
Де́чко Узу́нов (болг. Дечко Узунов / Dechko Uzunov; 22 февраля 1899, Казанлык, Болгария — 26 апреля 1986, София, Народная Республика Болгария), болгарский живописец-портретист, работавший над образами художников и актёров в свободной, широкой живописной манере. Профессор, почётный член Академии Художеств СССР (1983), Герой Социалистического Труда Народной Республики Болгария (1967).

## Биография
Дечко Узунов родился 22 февраля 1899 года в небольшом городе Казанлык Старозагорского округа в центральной части Болгарии, у южных склонов Стара-Планины, недалеко от перевала Шипка.
Учился в Софийской (1919—1922) и Мюнхенской (1922—1924)  Академиях художеств.
Диапазон творчества художника весьма обширен: живопись (масло и акварель), жанрово разнообразная: портрет, ню, пейзаж, натюрморт, фигурная композиция на исторические, библейские, мифологические и современные темы, станковая графика, иллюстрирование , сценография, монументально-декоративная живопись. Во всех этих жанрах и техниках для Узунова характерна изысканно-раскованная, чувственная манера.
С 1938 — профессор Софийской АХ. Председатель Союза болгарских художников (с 1965).
Художник жил и работал в Софии.

Как преподаватель, я никогда не навязываю свой стиль. Я стараюсь не помешать молодым обрести самовыражение. Потому-то мои студенты, ставшие известными, такие разные.
Оригинальный текст (болг.)Аз като преподавател никой път не съм искал да наложа моя стил, а винаги съм търсел онова, което младите имат като лично изразяване. Затуй моите бивши студенти станаха изявени в различни стилове.— “Меня ещё разыскивают? Значит я жив.” : Интервью Дечко Узунова с Бисерой Йосифовой (1979) 
В числе его именитых учеников - Лика Янко.

## Ссылки

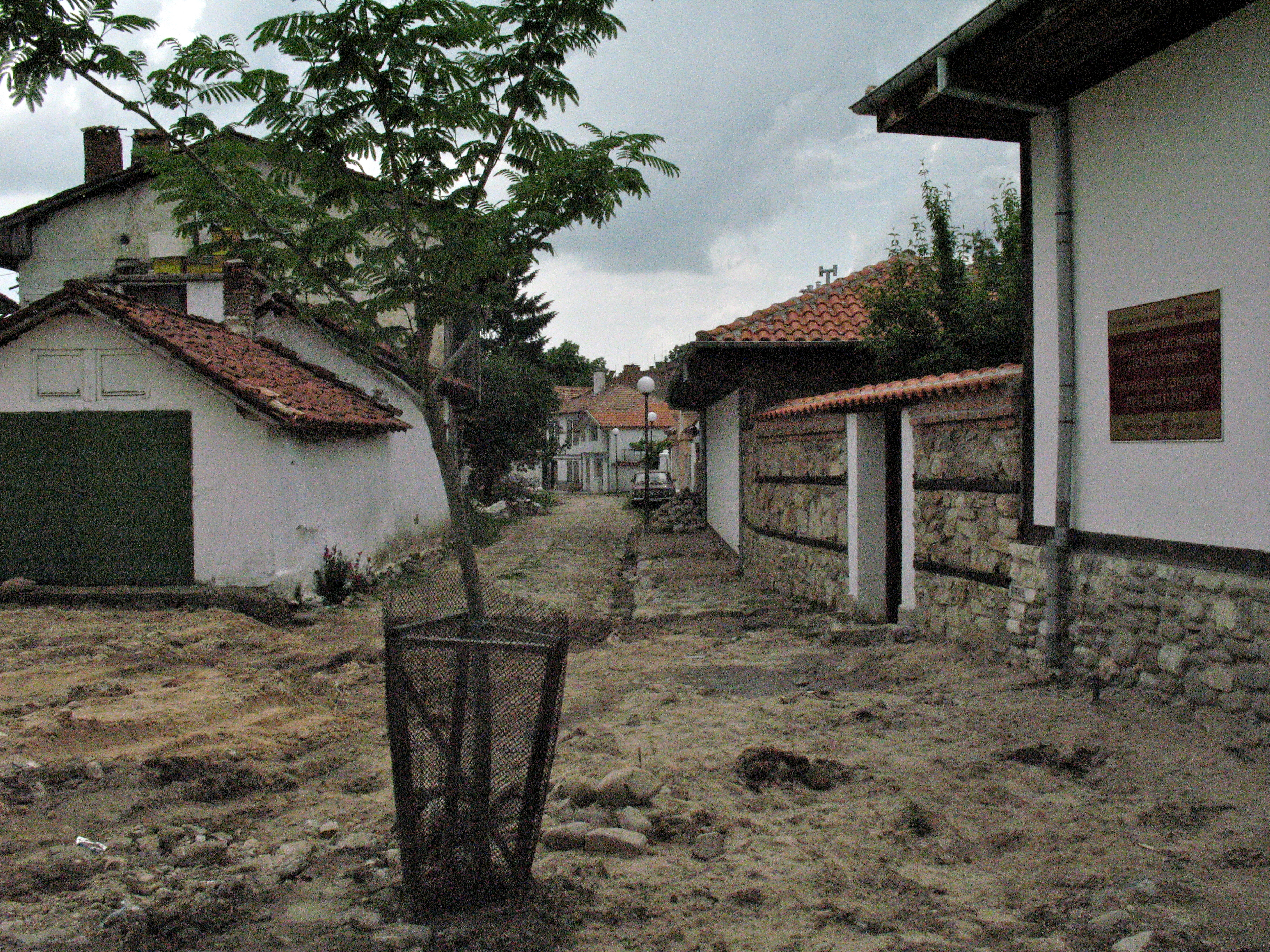
Музей Дечко Узунова в г. Казанлык, на его родине
Момент реставрационных работ: укладка мостовой